# ヨハン・フリードリヒ・メッケル

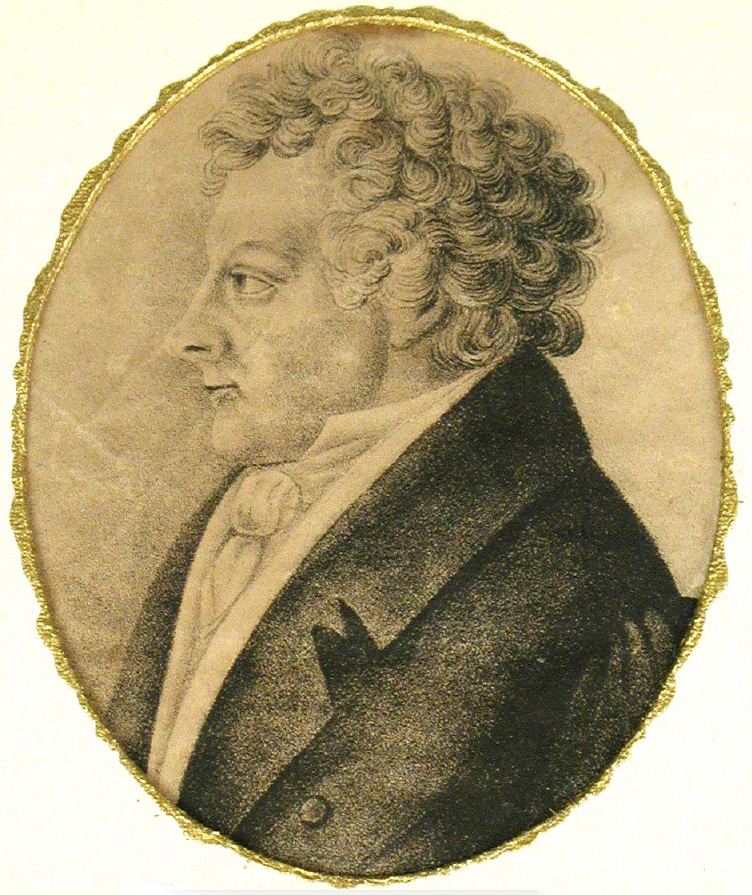
ヨハン・フリードリヒ・メッケル

ヨハン・フリードリヒ・メッケル（ドイツ語: Johann Friedrich Meckel、1781年10月17日 - 1833年10月31日）はドイツの解剖学者、医師。

## 来歴
ハレで生まれた。同名の祖父、Johann Friedrich Meckel der Älter(1724-1774)　も解剖学者でメッケル家は4代に渡って、有名な解剖学者を輩出した家系である。マクデブルクの神学校で学んだ後、ハレ大学でクルト・シュプレンゲルやライル（Johann Christian Reil）、父親のメッケル（Philipp Friedrich Theodor Meckel）のもとで医学を学んだ。
1801年から1802年の間、ゲッティンゲン大学で、ヨハン・フリードリッヒ・ブルーメンバッハの講義を受け、1802年にハレ大学で博士号を得た。ヴュルツブルク大学、ウィーン大学で研究を続けたが、1803年に父親が没し、資産を継承するためにハレに戻った。その後、パリで比較解剖学者、ジョルジュ・キュヴィエに学んだ。
1805年にライルの推薦でハレ大学の教授になり、1808年から解剖学、病理学、外科、産科学の教授を務めた。
メッケルは先天異常に関する多くの著作を行ない、エティエンヌ・ジョフロワ・サンティレールとともに、その分野の創始者である。染色体劣性遺伝の疾患のメッケル症候群やメッケル憩室などについて発表した。科学史においては、生物の進化と発生の間に類似性をみる反復説の提唱者として取り上げられることが多い。また、カスパー・ヴォルフの後成説の論文を再発見し、その重要性を見抜いて、弟子のカール・エルンスト・フォン・ベーアにドイツ語に翻訳させたことでも知られる。

## メッケルの名を関した用語
下記の医学用語は彼の名が付けられている:
- メッケル憩室は回腸(小腸の一部)が外側に袋状に突出したもの。
- メッケル軟骨は下顎骨の発生に関与する。1820年に発表された。
- メッケル症候群(メッケル・グルーバー症候群とも)は常染色体劣性遺伝の疾患群。1822年に報告された。
- メッケル・セールの法則(反復説とも)は、発生学における説のひとつで、系統発生を繰り返すこと。